# Siliciumorganische Verbindungen
Siliciumorganische Verbindungen (auch: Organosiliciumverbindungen) ist der Sammelbegriff für Verbindungen, die entweder direkte Silicium-Kohlenstoff-Bindungen (Si–C) aufweisen oder in denen der Kohlenstoff über Sauerstoff-, Stickstoff- oder Schwefel-Atome an das Silicium geknüpft ist. Siliciumorganische Verbindungen können durch die allgemeine Formel RnSiX4−n (mit n von 1 bis 4) beschrieben werden, wobei R verschiedene organische Reste darstellt, wie z. B. Aliphate, Aromaten, Heterocyclen. X steht für verschiedene Gruppen (siehe Tabelle).
Verbindungen wie Monosilan (SiH4), Tetrachlorsilan (SiCl4) etc. werden hingegen nicht zu den siliciumorganischen Verbindungen gerechnet.
| X                     | Stoffgruppe       | Bemerkungen |
| --------------------- | ----------------- | --- |
| H oder R              | Organosilane      | z. B. Tetramethylsilan, das in der NMR-Spektroskopie als (innerer) Standard für die Ermittlung der chemischen Verschiebung genutzt wird                            |
| OH                    | Organosilanole    | z. B. Trimethylsilanol, ein Hydrophobierungsmittel |
| Cl                    | Organochlorsilane | werden u. a. in der Bauchemie als Hydrophobierungsmittel eingesetzt; von großtechnischer Bedeutung sind Organohalogensilane als Ausgangsstoffe für Siliconpolymere |
| Si–O, abwechselnd     | Siloxane Silicone | z. B. Hexamethyldisiloxan, (H3C)3Si–O–Si(CH3)3 |
| Si–N, abwechselnd     | Polysilazane      | z. B. Hexamethyldisilazan, (H3C)3Si–NH–Si(CH3)3 |
| Si–C, abwechselnd     | Carbosilane       | z. B. (H3C)3Si–CH2–Si(CH3)3 |
| Si-C-Doppelbindung    | Silene            | |
| Si-Si-Doppelbindung   | Disilene          | |
| Si-C-Dreifachbindung  | Siline            | |
| Si-Si-Dreifachbindung | Disiline          | |

Neben den in der Tabelle genannten Anwendungsgebieten werden siliciumorganische Verbindungen in verschiedensten Bereichen eingesetzt, z. B.
- in Form von Siliconen u. a. als Gleitmittel für die Kunststoffverarbeitung, in Zahnpasta, als Dichtungsmaterial,
- Silicium-Tenside als Schaumstabilisatoren in Kunststoffen,
- organofunktionelle Silane als Haftvermittler,
- als reaktive Zwischenprodukte bei der Synthese von organischen Verbindungen, z. B. bei der Peterson-Olefinierung. Hochreaktive Siliciumreagenzien sind u. a. Trimethylsilyliodid bzw. Trimethylsilylcyanid.[1]

Siliciumorganische Verbindungen wurden bereits in der Mitte des 19. Jahrhunderts beschrieben und untersucht.